# Língua langu
A língua langu (também chamada  lwo, luoo, leb-lano, ou langi, lango) é uma língua nilótica ocidental do ramo luo. É falada por cerca de um milhão de pessoas da etnia lango do Distrito de Lira em Uganda central, o que perfaz 5,6% da população do país.
Usa ortografia em alfabeto latino que foi introduzida por missionários e que é ensinada em escolas do nível fundamental. Já existe desde 1979 uma Bíblia em langu, há programas de rádio, jornais e gramática.
'Langu' ou 'lango' também é a denominação de outras línguas nilóticas não relacionadas faladas no Sudão.